# 이영주 (1980년)
이영주(1980년 9월 24일 ~ )는 대한민국의 배구 선수이다.
서울특별시 출신으로 전 천안 흥국생명 핑크스파이더스 소속이고 포지션은 세터이다. 1999년 세화여자고등학교를 졸업하고 그해 흥국생명에 입단하였다. 본래는 라이트 공격수였으나 2004년 황연주가 입단하면서 포지션을 세터로 전향하였다. 2005-2006 시즌 및 2006-2007 시즌 동안 팀을 2연속으로 우승에 올리는 데 공헌하였으나 고질적인 부상으로 조기 은퇴했다. 은퇴 후 KBS N 스포츠의 리포터로 활동하기도 했으며, 2009년 가을 여자실업배구 부천시청에 입단했다.
2007년 12월에 두산베어스 우완 정통파 투수 이재우와 결혼하였다.